# El Cañar (Murcia)
El Cañar es una localidad española perteneciente a la diputación de Los Puertos de Santa Bárbara, en el municipio de Cartagena, Región de Murcia. Está situada en la parte meridional de la comarca del Campo de Cartagena. Cerca de esta localidad se encuentran los núcleos de Rincón de Tallante, Los Cañavates, Los Navarros y Los Arroyos.

## Demografía
Según el Instituto Nacional de Estadística de España, en el año 2022 El Cañar contaba con 14 habitantes censados, lo que representa el 0,01% de la población total del municipio.

### Evolución de la población
| Gráfica de evolución demográfica de El Cañar entre 2012 y 2022 |
|                                                                |
| Datos según el nomenclátor publicado por el INE.               |

## Comunicaciones
Algunas distancias entre El Cañar y otras ciudades:
| Ciudades  | Distancia (km) |
| --------- | -------------- |
| Cartagena | 21             |
| Murcia    | 53             |
| Alicante  | 145            |
| Almería   | 175            |
| Albacete  | 201            |
| Granada   | 267            |

## Rambla de El Cañar
Desde el Rincón de Tallante a La Azohía se puede recorrer la Rambla del Cañar.